# MS&L
MSL är ett globalt PR-företag. 
MSL har drygt 1300 anställda globalt, fördelade på 54 kontor i 28 länder och är en del av Publicis Groupe SA.
MSL Nordic bildades 2006 genom sammanslagning av de två systerbyråerna Move PR och PR-fabriken. 
MSL Nordic har 41 anställda, med kontor i Stockholm, Köpenhamn och Oslo.